# Eurojet EJ200
Eurojet EJ200 je dvogredni nizkoobtočni turbofan z dodatnim zgorevanjem. Uporablja se na evropskem lovcu Eurofighter Typhoon, ki ima nameščena dva EJ200. Zasnovan je na podlagi Rolls-Royce XG-40. EJ200 proizvaja konzorcij EuroJet Turbo GmbH. Proizvodnja bo obsegala okrog 1400 motorjev.

## Uporaba
- Eurofighter Typhoon
- Bloodhound SSC - avtomobil, ki naj bi podrl kopenski hitrostni rekord

## Specifikacije
- Tip:  Nizkoobtočni turbofan z dodatnim zgorevanjem
- Dolžina: 157 in (4,0 m)
- Premer: 29 in (0,74 m)
- Teža: 2180 lb (989 kg)
- Kompresor: 3-stopenjski nizkotlačni, 5-stopenjski visokotlačni
- Zgorevalna komora: obročasta
- Turbina: 1-stopenjski visokotlačna, 1-stopenjska nizkotlačna

- Največji potisk: 13500 lbf (60 kN) suh / 20250 lbf (90 kN) z dodatnim zgorevanjem
- Obtočno razmerje: 0,4:1
- Tlačno razmereje: 26:1
- Temperatura ob vstopu v turbino: 1800K
- Specifična poraba goriva: 21 g/(kN·s) (0,74 lb/(lbf·uro)) suh / 47 g/(kN·s) (1.7 lb/(lbf·uro)) z dodatnim zgorevanjem
- Razmerje potisk/teža: 9,31:1